# Soproni virágének
A soproni virágének a magyar nyelvű szerelmi költészet legkorábbi emléke – egy töredék. 
A virágének szövegét Sopron város jegyzője, Gugelweit János jegyezte le 1490 körül. Ami megmaradt belőle, az egy kéziratos könyv pergamen tábláján olvasható. A pergament két alkalommal is könyvkötésre használták. 1530-ban valamilyen vegyszerrel a korábbi írást lemosták róla, amit csak az alábbi két sor élt túl:
Eredeti írásmóddal:
Vyragh thudyad, theuled el kell mennem,
És the yerthed kel gyazba ewelteznem.
Mai írással:
Virág tudjad, tőled el kell mennem,
És te éretted kell gyászba öltöznöm.

## További információ
- A Soproni virágének és egyéb ómagyar kori nyelvemlékek eredeti betűhű szövege és mai magyarra normalizált változata elérhető és kereshető az Ómagyar Korpuszban.